# Southwest University Park
Le Southwest University Park, est un stade de baseball de 9 500 places situé à El Paso dans l'État du Texas. Il est officiellement inauguré le 28 avril 2014. C'est le domicile des Chihuahuas d'El Paso, club de niveau Triple-A évoluant en Ligue de la côte du Pacifique, et d'une future franchise de soccer de la United Soccer League.

## Histoire
Le complexe est situé sur le site de l'ancien hôtel de ville d'El Paso, qui a été démoli le 14 avril 2013, pour faire place au nouveau stade,. L'ancien maire d'El Paso, Ray Salazar, avait déposé une plainte en 2013 pour mettre fin à la démolition de l'ancien hôtel de ville, alléguant l'utilisation abusive des fonds publics par les autorités municipales, mais le procès a été rejeté devant les tribunaux. La cérémonie officielle de première pelletée de terre eu lieu le 30 mai 2013.
Le 5 mars 2014 est signé un partenariat avec la  Southwest University d'El Paso. Le stade prend le nom de Southwest University Park, appliquant un naming de 20 ans. Finalement, le stade a coûté 72 millions de dollars.
La rencontre inaugurale du Southwest University Park se déroule le 28 avril 2014, les Chihuahuas d'El Paso affronte les Grizzlies de Fresno. Le match se joue à guichets fermés. Les Chihuahuas perdent la rencontre par un score de 2-1. Le nouveau stade est nommé meilleur nouveau Ballpark de l'année 2014.
À partir de la saison 2019, la nouvelle franchise de soccer d'El Paso de la United Soccer League, fera ses débuts au Southwest University Park. 

## Événements
Le stade est hôte du match des étoiles des ligues AAA de baseball en juillet 2019.